# ديفيد بالمر (لاعب إسكواش)
ديفيد بالمر (بالإنجليزية: David Palmer) هو لاعب إسكواش أسترالي، ولد في 28 يونيو 1976 في ليثغو في أستراليا.

## وصلات خارجية
- دايفيد بالمر على موقع SquashInfo.com (الإنجليزية)
- دايفيد بالمر على موقع اتحاد ألعاب الكومنولث (مؤرشف) (الإنجليزية)
- دايفيد بالمر على موقع اتحاد ألعاب الكومنولث (مؤرشف) (الإنجليزية)
- دايفيد بالمر على موقع دورة ألعاب الكومنولث 2006 (مؤرشف) (الإنجليزية)